# 한혜정
한혜정(1980년 10월 15일~)은 대한민국의 성우로, 2013년 KBS 공채 38기로 입사했다.

## 주요 출연작품

### 외화
- 리썰 웨폰(KBS) - 밤비(매건 스티븐슨,7화) / 레일라(솔라 바미스,11화)

### 다큐
- 2014.04.13 KBS 국제공동제작 아시안 피치 <아시아 그 숨겨진 이야기 - 자궁을 빌려 드립니다.>

### 라디오

#### KBS
라디오 여행기 (KBS 3라디오)
- 2016.03.14 ~ 2016.04.22 전국지리교사모임 作 <지리쌤과 함께하는 우리나라 도시 여행> (낭독)

소설극장 (KBS 3라디오)
- 2013.04.07 ~ 2013.05.03 이주호, 황조윤 作 <광해, 왕이 된 남자> (박상궁)
- 2013.05.04 ~ 2013.07.07 김진명 作 <몽유도원> (여자/ 독준 妻)
- 2013.07.08 ~ 2013.08.02 F.스콧 핏츠제럴드 作 <위대한 개츠비> (캐서린/ 아내2)
- 2013.08.03 ~ 2013.10.02 이정명 作 <천국의 소년> (타이틀)
- 2014.04.09 ~ 2014.05.19 강풀, 임형욱 作 <그대를 사랑합니다>
- 2014.05.20 ~ 2014.08.15 루이자 메이 올컷 作 <작은 아씨들> (마치 부인)
- 2014.08.16 ~ 2014.09.12 노희경 作 <세상에서 가장 아름다운 이별> (시어머니)

라디오 독서실 (KBS 라디오)
- 2013.03.24 정세랑 作 <옥상에서 만나요> (조교)
- 2013.03.31 최민우 作 <반ː> (어머니)
- 2013.06.09 손창섭 作 <잉여인간> (환자2)
- 2013.06.16 박완서 作 <아저씨의 훈장> (아내)
- 2013.06.23 윤흥길 作 <황혼의 집> (아낙1)
- 2013.06.30 박민규 作 <아...르무...리...오> (아낙1)
- 2013.07.14 김서령 作 <어떤 일요일에 전하는 안부인사> (J)
- 2013.09.01 김동인 作 <붉은 산 / 무지개> (아낙)
- 2013.09.15 <바리데기> (아낙1)
- 2013.09.22 이태준 作 <달밤> (아낙1)
- 2013.10.06 은희경 作 <서정시대> (엄마)
- 2013.10.20 윤후명 作 <알함브라 궁전의 추억> (아낙)
- 2013.11.10 하성란 作 <카레 온 더 보더> (안내)
- 2013.12.29 권여선 作 <봄밤> (간호사)
- 2014.01.19 김승옥 作 <서울의 달빛 0장> (중년 여성1)
- 2014.04.20 윤고은 作 <월리를 찾아라> (성우1)
- 2014.04.27 김경욱 作 <승강기> (1205호)
- 2014.05.04 조경란 作 <밤을 기다리는 사람에게> (엄마)
- 2014.06.01 김금희 作 <옥화> (차집사)
- 2014.06.29 기준영 作 <이상한 정열> (안주인)
- 2014.07.20 황태환 作 <유나> (할머니)
- 2014.07.25 김재은 作 <숫자 꿈> (노파)
- 2014.08.31 이장욱 作 <우리 모두의 정귀보> (박순옥)
- 2014.09.07 김숨 作 <초야> (해근 妻)
- 2014.10.12 백영옥 作 <결혼기념일> (도우미)
- 2014.11.02 손홍규 作 <정읍에서 울다> (현 부녀회장)
- 2014.11.09 김미월 作 <만보걷기> (미래)
- 2014.11.16 정희선 作 <쏘아 올리다> (엄마/ 할머니)
- 2014.12.14 강진 作 <멸종의 기록> (동네 아낙)
- 2014.12.21 은희경 作 <금성녀> (완규엄마)
- 2014.12.28 김중혁 作 <뱀들이 있어> (류영선)
- 2015.08.23 양수련 作 <호텔마마> (엄마)

KBS 무대 (KBS 라디오)
- 2013.02.09 <달빛 소나타> (아낙)
- 2013.03.02 <그들의 수천가지 물음표 중 하나> (시계음)
- 2013.03.30 <봄날의 종소리> (친구)
- 2013.04.06 <오만과 편견> (이모)
- 2013.04.13 <날아라, 버스야> (승객2)
- 2013.05.25 <신의 유혹> (손님)
- 2013.06.01 <별이 빛나는 밤에> (옆집 아줌마)
- 2013.06.08 <패밀리 연가> (젊은 콩)
- 2013.07.13 <꽃이 피었다> (간호사)
- 2013.07.27 <고해> (여인숙 주인)
- 2013.08.03 <아무 곳에도 없는 그녀> (친구2)
- 2013.08.31 <그들의 속내> (간호사)
- 2013.10.12 <청담동 개츠비> (고객2/ 할머니)
- 2013.11.23 <소수의 사례> (스탭)
- 2013.12.28 <7층 집 슬리퍼> (친구3/ 주부1)
- 2014.01.04 <레모네이드> (은행원)
- 2014.01.18 <가랑비에 무너진 다리> (보모)
- 2014.04.05 <달걀 후라이> (보호자)
- 2014.04.12 <수난이대> (민지母)
- 2014.04.19 <소피마르소를 위하여> (여교사)
- 2014.05.03 <기억의 저편> (찬영 할머니)
- 2014.05.10 <한영우> (영우母)
- 2014.05.17 <환승> (도우미)
- 2014.05.24 <요조숙녀 왕순진의 날개짓> (장선생)
- 2014.05.31 <사랑은 늙지 않는다> (종업원)
- 2014.06.14 <거짓말> (최선자)
- 2014.06.31 <솔향기 바람에 날리고> (할머니2)
- 2014.07.19 <문을 닫다> (할멈1)
- 2014.07.26 <처음처럼, 그들> (김밥집 주인)
- 2014.08.16 <개구리 울음소리> (인국 형)
- 2014.08.30 <가면 무도회> (미란)
- 2014.09.20 <카사노바 따라잡기> (김여사)
- 2014.09.27 <잇꽃 붉은 날> (아이엄마4)
- 2014.10.11 <연애를 읽다> (은숙)
- 2014.11.08 <윤달> (어머니)
- 2014.12.06 <예순님> (어린 희자/ 친구1)
- 2014.12.13 <말 못하는 남자> (의사2)
- 2014.12.20 <탄원서 쓰는 여자> (의사)
- 2014.12.27 <그림자를 견뎌라> (거주자1)
- 2015.01.03 <문선생, 히말라야를 가다> (보건쌤)
- 2015.01.17 <첫사랑 사수 대작전> (안성댁)
- 2015.02.21 <통화> (은지 母)

라디오 극장 (KBS 라디오)
- 2013.02.01 ~ 2013.02.28 이명랑 作 <천사의 세레나데>
- 2013.03.01 ~ 2013.03.31 최일남 作 <그리고 흔들리는 배> (김대리 부인)
- 2013.04.01 ~ 2013.04.30 양귀자 作 <모순>
- 2013.05.01 ~ 2013.05.31 성석제 作 <위풍당당>
- 2013.06.01 ~ 2013.06.30 이도우 作 <사서함 110호의 우편물> (김작가)
- 2013.07.01 ~ 2013.07.31 박선희 作 <도미노 구라파식 이층집> (미애)
- 2013.08.01 ~ 2013.08.31 주호민 作 <신과 함께 - 저승편> (여변호사)
- 2013.09.01 ~ 2013.09.30 윤천수 作 <마지막 콜사인> (최정자)
- 2014.01.01 ~ 2014.01.31 최제훈 作 <나비잠>
- 2014.02.01 ~ 2014.02.28 정유정 作 <내 인생의 스프링캠프> (규환 母)
- 2014.03.01 ~ 2014.04.30 천명관 作 <고래>
- 2014.06.01 ~ 2014.06.30 김대현 作 <홍도>
- 2014.07.01 ~ 2014.07.31 이석원 作 <실내인간>
- 2014.08.01 ~ 2014.08.31 최재도 作 <백 마흔넷째 날의 아침>
- 2014.09.01 ~ 2014.09.30 류영국 作 <만월까지>
- 2014.10.01 ~ 2014.10.31 윤고은 作 <밤의 여행자들>
- 2014.11.01 ~ 2014.11.30 전명 作 <파라한>
- 2014.12.01 ~ 2014.12.31 손아람 作 <소수의견>

다큐멘터리 역사를 찾아서 (KBS 라디오)
- 2014.08.31 제514편 <문종,30년을 세자로 살다> (호초)
- 2014.11.30 제527편 <단종, 왕위를 넘기다> (혜빈)

책 읽는 밤 (KBS 라디오)
- 2014.01.28 르샤르 벨리보, 드니 쟁그라 作 <삶을 위한 죽음 오디세이>
- 2014.02.21 알퐁스 도데 作 <별 / 아를의 여인/ 마지막 수업>
- 2014.03.28 마크 트웨인 作 <살인, 미스터리 그리고 결혼>
- 2014.05.03 가브리엘 가르시아 마르케스 作 <꿈을 빌려드립니다>
- 2014.05.17 김동인 作 <배따라기>
- 2014.12.20 황정은 作 <모자>

신성원의 문화읽기 (KBS 라디오)
- 2013.07.14 정유정 作 <28>
- 2013.08.11 에바 일루즈 作 <사랑은 왜 아픈가>
- 2013.09.01 애거서 크리스티 作 <쥐덫>

다큐멘터리 혁신의 승부사 (KBS 라디오)
- 2013.10.28 ~ 2013.12.31 <페이스북, 세상을 모두 연결하라>
- 2014.03.03 ~ 2014.05.13 <손정의, 300년 기업을 꿈꾸다>
- 2014.07.28 ~ 2014.09.19 <파괴적 혁신가, 알리바바의 마윈>

기타 (KBS 라디오)
- 2013.06.23 KBS 3R 특집 아주 특별한 기부 - 내 인생의 책 <니코스카잔차키스의 그리스인 조르바> (여자)

### 오디오 드라마
- 정情 作 <낙원의 밤> (BookCube) (송혜영 外)

## 같이 보기
- 한국방송 성우극회